# Майстер Вишебродського вівтаря

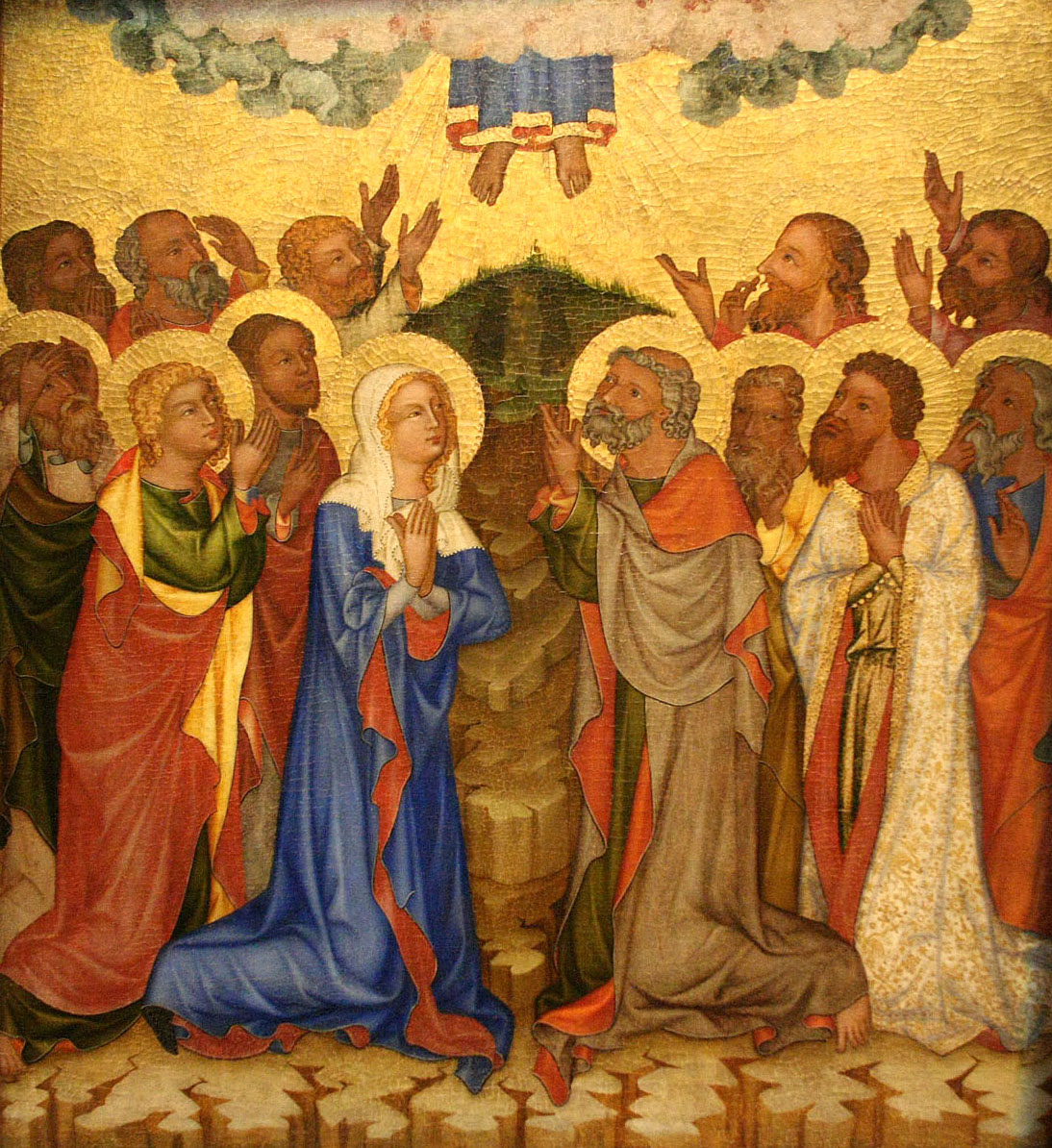
Полотно Майстра Вишебродського вівтаря

Ма́йстер Вишебро́дського вівтаря́ (чеськ. Mistr Vyšebrodského cyklu)— прийняте в мистецтвознавстві іменування невідомого чеського художника, який працював у 1340—1350 рр.

## Життєпис
Вважається, що художник був уродженцем Праги. Анонімний художник був одним з головних представників покоління живописців, які працювали при дворі Карла IV у Празі, та першим художником на північ від Альп, який знав італійський живопис початку 14 століття і використовував його для власних картин. Використовуючи кольори, автор розташував фігури у пласкому живописному просторі за мотивами італійських моделей періоду Джотто. Він зазнав впливу раннього італійського живопису, перш за все Джотто й Дуччо. Хужожнику належать 9 вівтарних стулок, на яких зображені сцени дитинства Христа і Страстей Христових. Вони були виконані для Вишебродського монастиря, який знаходиться на півдні Чехії (нині роботи перебувають у Національній галереї в Празі). Вівтар визнається одним з найбільш значних пам'ятників середньовічного живопису. За зовнішніми ознаками стилю Майстру також приписується низка не пов'язаних з вівтарем живописних робіт, зокрема, «Мадонна з Вевержі».

## Творчість
Художник, ім'я якого невідоме, належить до Богемської школи мистецтв. Своє ім'я він отримав після дев'яти панно із зображеннями життя Христа, намальованих темперою, які він створив близько 1350 року і які були призначені для монастирської церкви цистерціанців у Гогенфурті в Південній Чехії. Наразі роботи можна побачити в монастирі Святої Агнес і в Національній галереї в Празі. Панельне зображення Мадонни Глац, яке приписують автору, зараз знаходиться в Берлінській картинній галереї.
Майстер з Вишебродського монастиря відійшов від готичного стилю, прийнявши італійські мотиви. Це зробило богемські нововведення необхідною умовою для всього німецького живопису з початку XV століття до Конрада фон Соеста та Стефана Лохнера. Цьому стилю притаманні відсутній глибинний простір та абстрактний золотий фон. Панельний живопис на півночі знайшов власну мову, витягнуту із середовища темперного живопису. Загальними для стилю є делікатність фігур та їхня жвава міміка.

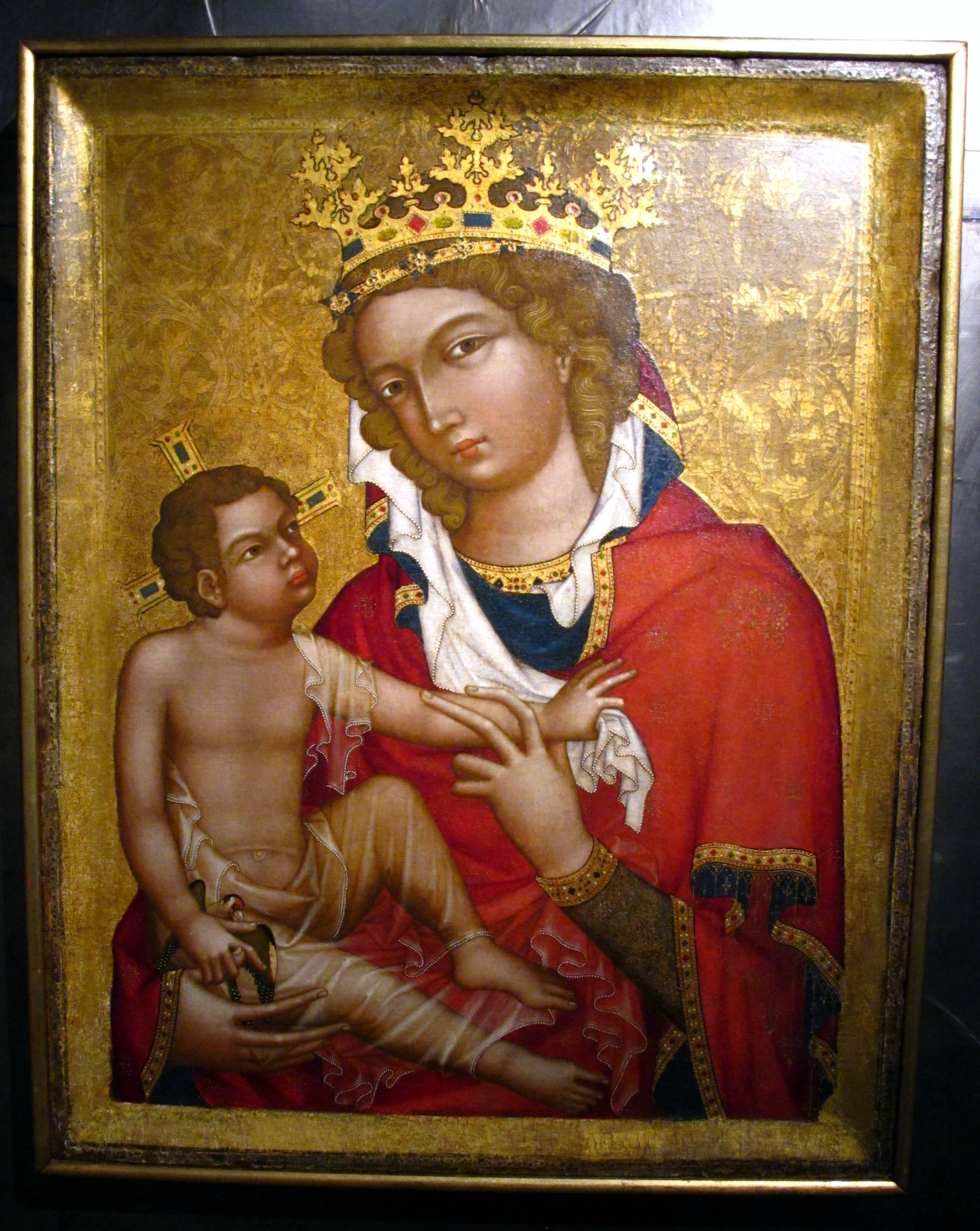
Мадонна з Вевержі

## Галерея

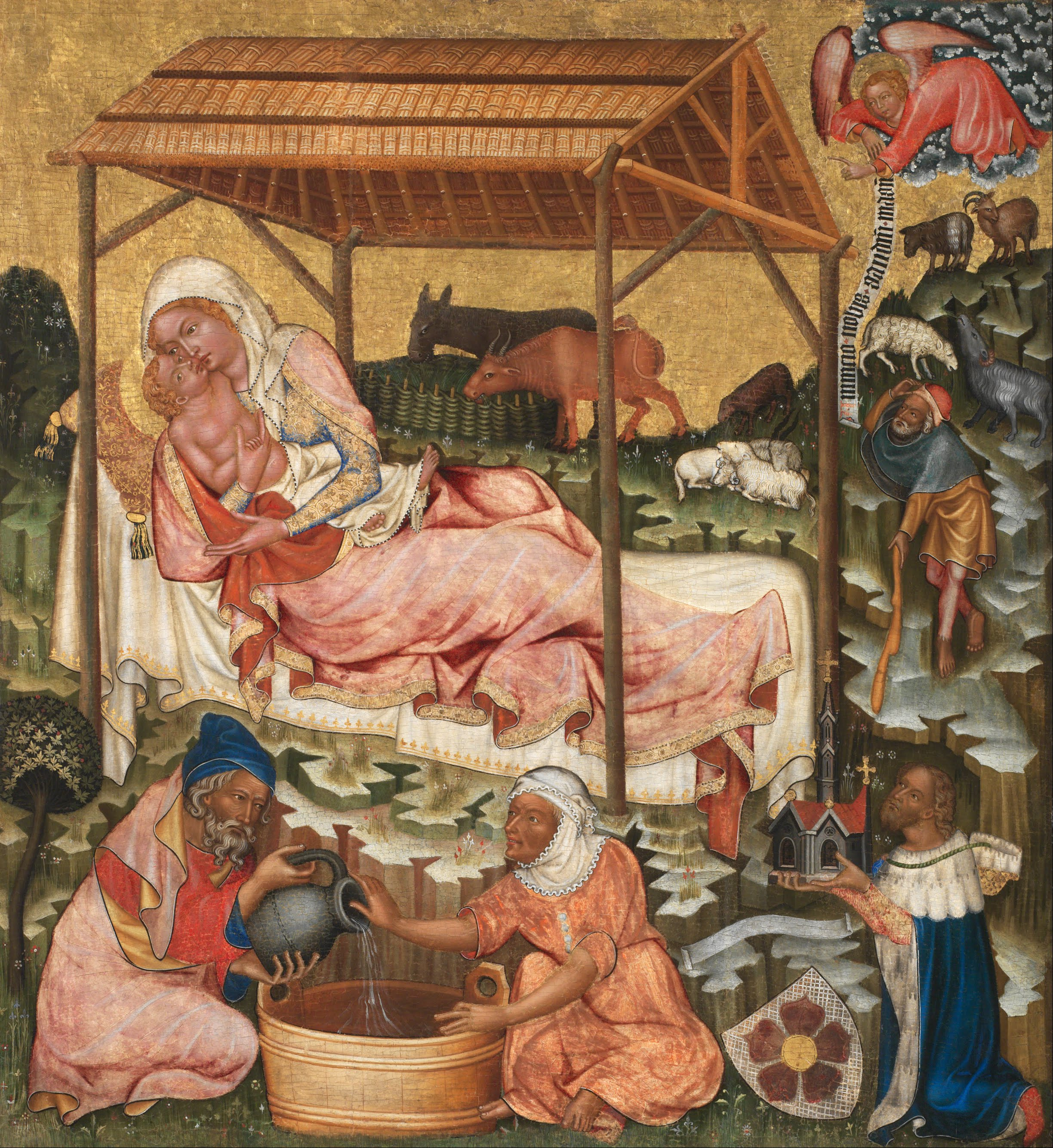

## Серія марок
21 лютого 2011 року на Карибському острові Сент-Кітс була опублікована серія марок на тему Різдва 2010 р. На штампі 30-х років— картина Народження Христа Гогенфурта. Бренд має каталог Michel №1174.